# Eleições parlamentares europeias de 2004 (Dinamarca)
As eleições parlamentares europeias de 2004 na Dinamarca, realizadas a 13 de Junho, serviram para eleger os 14 deputados do país para o Parlamento Europeu.

## Resultados Nacionais
| Partido                 | Partido                       | Votos     | %               | +/-   | Deputados | +/-     |
| ----------------------- | ----------------------------- | --------- | --------------- | ----- | --------- | ------- |
|                         | Partido Social-Democrata      | 618 412   | 32,65 / 100,00  | 16,19 | 5 / 14    | 2       |
|                         | Partido Liberal               | 366 735   | 19,36 / 100,00  | 4,03  | 3 / 14    | 2       |
|                         | Partido Popular Conservador   | 214 972   | 11,35 / 100,00  | 2,88  | 1 / 14    | Estável |
|                         | Movimento de Junho            | 171 927   | 9,08 / 100,00   | 7,03  | 1 / 14    | 2       |
|                         | Partido Popular Socialista    | 150 766   | 7,96 / 100,00   | 0,85  | 1 / 14    | Estável |
|                         | Partido Popular Dinamarquês   | 128 789   | 6,80 / 100,00   | 0,97  | 1 / 14    | Estável |
|                         | Partido Social-Liberal        | 120 473   | 6,36 / 100,00   | 2,78  | 1 / 14    | Estável |
|                         | Movimento Popular contra a UE | 97 986    | 5,17 / 100,00   | 2,12  | 1 / 14    | Estável |
|                         | Democratas-Cristãos           | 24 286    | 1,28 / 100,00   | 0,71  | 0 / 14    | Estável |
| Votos Inválidos         | Votos Inválidos               | 27 195    | 1,42 / 100,00   | 1,20  |           |         |
| Total                   | Total                         | 1 921 541 | 100,00 / 100,00 |       | 14 / 14   | 2       |
| Eleitorado/Participação | Eleitorado/Participação       | 4 012 663 | 47,89 / 100,00  | 2,57  |           |         |